# Schwindratzheim
 Schwindratzheim (en alsacià Schwíngelse) és un municipi francès, situat a la regió del Gran Est, al departament del Baix Rin. L'any 1999 tenia 1.670 habitants.
Forma part del cantó de Bouxwiller, del districte de Saverne i de la Comunitat de comunes del Pays de la Zorn.

## Demografia
| 1962  | 1968  | 1975  | 1982  | 1990  | 1999  |
| ----- | ----- | ----- | ----- | ----- | ----- |
| 1.160 | 1.281 | 1.367 | 1.511 | 1.550 | 1.670 |

## Administració
| Període    | Identitat        | Partit |
| ---------- | ---------------- | ------ |
| 1925-1943  | Jean Dutt        |        |
| 1943-1945  | Georges Strub    |        |
| 1945-1995  | Albert Fischbach |        |
| 1995-2005- | Roland Getz      |        |